# Sokponta
Sokponta est l'un des cinq arrondissements de la commune de Glazoué dans le département des Collines au Bénin.

## Géographie
L'arrondissement de Sokponta est situé au nord-ouest du Bénin et compte 3 villages que sont Camate, Sokponta et Tchakaloke.

## Démographie
Selon le recensement de la population de 2013 conduit par l'Institut national de la statistique et de l'analyse économique (INSAE), Sokponta compte 7758 habitants  .